# 张适

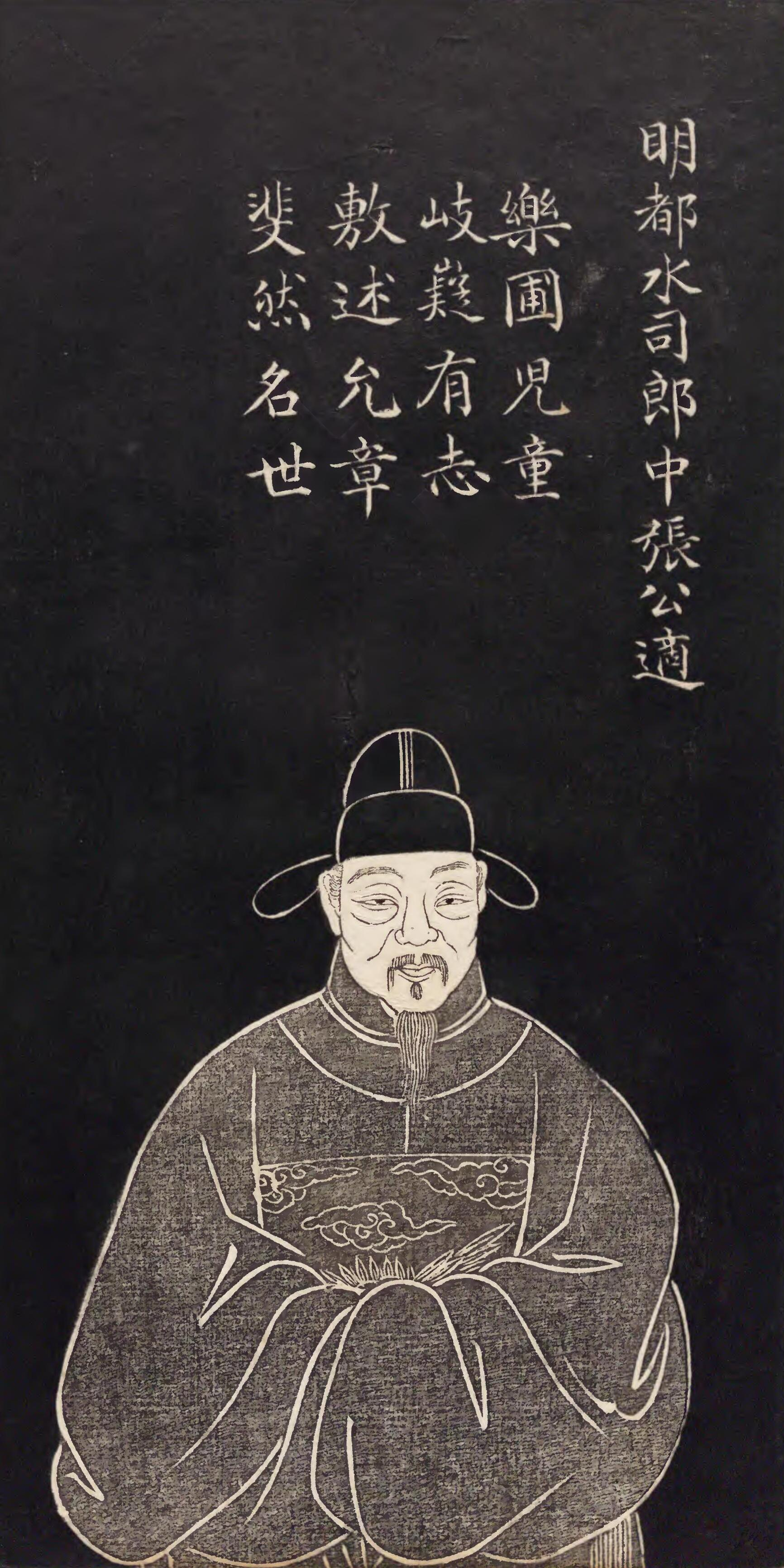
張適

張適（1330年或1333年—1394年或1395年），字子宣，一作子宜，号甘白，苏州人，明朝政治人物，明初十才子之一。

## 生平
張適7岁時即过目成诵。13歲舉於鄉，時人稱之神童。洪武初年，宋濂推荐他修《元史》。後授水部郎中。又嘗任官於雲南，自稱滇池老漁。不久辞归。

## 家庭
妻沈氏。

## 著作
著有《甘白集》六卷。